# Włodzimierz Jarosławowicz (1151–1199)
Włodzimierz Jarosławicz (1151–1199) – książę halicki w latach: 1187–1188, 1189–1199. Jego poprzednikiem był m.in. Oleg Jarosławicz, a następcą m.in. Roman Halicki.
Był starszym synem Jarosława Ośmiomysła, pochodził ze związku niedynastycznego pochodzenia z byłą żoną popa.
Na przełomie 1187 i 1188 poślubił Fiodorę, córkę Romana Mścisławowicza i Predsławy Rurykówny. Ze względu na wiek Fiodory (ur. ok. 1183-1184) było to sponsalia de futuro.